# Думітрень (Молдова)
Думітрень (рум. Dumitreni) — село у Флорештському районі Молдови. Входить до складу комуни, адміністративним центром якої є село Алексєєвка.

## Населення
За даними перепису населення 2004 року у селі проживали 585 осіб.
Національний склад населення села:
| Національність       | Кількість осіб | Відсоток   |
| -------------------- | -------------- | ---------- |
| молдавани румуни     | 572 1          | 97,8% 0,2% |
| українці             | 9              | 1,5%       |
| росіяни              | 2              | 0,3%       |
| інша / без відповіді | 1              | 0,2%       |
| Всього               | 585            | 100%       |